# Vrzeljenje
Vrzeljenje je tip glagolskega izpusta (elipse), kjer so v neprvem sestavniku vezniških zvez glagolske oblike izpuščene oziroma izbrisane, torej se v neprvem sestavniku ne ponovijo. 
Če sta v stavčni strukturi, kot npr. IZ-G-IZ-in-IZ-G-IZ (IZ je imenska zveza, G glagol), glagola identična, lahko glagol pri drugi ponovitvi izpustimo, na primer (vrzeli so predstavljene v oglatih oklepajih, s prečrtano vsebino):
(1) Otroci so se postavili h klopem in učiteljica [se je postavila] k tabli.
Izbriše se lahko celotna glagolska zveza ali pa le nekateri deli te glagolske zveze. Pri procesu vrzeljenja v slovenščini se na prvi pogled zdi, da brisanje nima točno določenega poteka (od zadnjega dela glagolske zveze k začetnemu delu zveze ali obratno), kar je najbrž povezano z dejstvom, da slovenščina nima fiksnega besednega reda. Spremenljiv besedni vrstni red lahko otežuje prepoznavanje poteka vrzeljenja.   
Poznanih je več različnih vrst vrzeljenja ter analiz tega procesa.

## Primeri vrzeljenja
Pogosti so primeri vrzeljenja, kjer se vrzel (izbrisani material) pojavlja sredi neprve vezniške zveze, ki sestavlja celotni stavek, vmes med argumenti, ki so tako na levi kot desni strani:
(2) Ana je poslušala oddajo in Alina [je poslušala] glasbo. 
(3) Ana posluša oddajo in Alina [posluša] glasbo. 
(4) Ana je želela poslušati oddajo in Alina [je želela poslušati] glasbo. 
(5) Ana se želi učiti doma in Alina [se želi učiti] v knjižnici. 
(6) Ana se rada uči matematiko in Alina [se rada uči] jezike. 
(7) Ana rada poučuje matematiko in Alina [rada poučuje] jezike.

Kakor je razvidno iz sledečih zgledov, je vrzeljenje mogoče preko meje nedoločniških polstavkov, v primeru (8) ter zgornjih primerih (4) in (5), ne pa tudi preko stavčnih meja v določniških stavkih. Stavki, kakor je tudi (9), so neslovnični.

(8) Aleks je želel Ano povabiti na kosilo, Alina pa [je želela Ano povabiti] na kavo. 
(9) Aleks je mislil, da bo Ana postala učiteljica matematike, in Andrej [je mislil, da bo Ana postala] vzgojiteljica.
Pri vrzeljenju načeloma velja, da se mora odnosnica nahajati pred samo vrzeljo, kar nasplošno sicer velja tudi za slovenščino. Primeri, kjer se odnosnica nahaja za vrzeljo, so sicer res neslovnični - primer (10), vendar lahko zasledimo tudi primere, v (11) in (12), ki se zdijo za odtenek bolj sprejemljivi (čeprav prav tako neslovnični). 

(10) *Aleks [piše] pismo in Andrej piše novo knjigo. 
(11) */??Aleks [gre na ples] z Ano in Andrej gre na ples z Alino. 
(12) */??Aleks [gre na ples] z Ano, Andrej pa gre na ples z Alino.

Pri primerih, kot je spodnji, pa se izkaže, da so lahko primeri, kjer se odnosnica nahaja za vrzeljo, povsem slovnični (gre pa tu za poudarjeno branje prve vezniške zveze).
(13) Ane res ne [bi povabila na zabavo], Alino pa bi zagotovo povabila na zabavo.

Vrzeljenje je lahko tudi prekinjeno, nekontinuirano, kar pomeni, da so izbrisani deli glagolske zveze ločeni (razdeljeni na dva dela). Prekinjeno vrzeljenje prikazujeta spodnja primera:
(14) Aleks je moral Ani urediti novo dnevno sobo, Andrej pa [je moral] Alini [urediti] novo kuhinjo.
(15) Učiteljica ni vedela, ali je Aleks prepisal nalogo od Ane ali [je] Ana [prepisala nalogo] od Aleksa.
V slovenščini se lahko v procesu vrzeljenja izbriše tudi niz, ki ne tvori sestavnika, v (16) in (17): 

(16) Ana je naredila seminarsko nalogo o funkcijah in Alina [je naredila seminarsko nalogo] o integralih. 
(17) Ure matematike so jo vedno spravile v dobro voljo in [ure] zgodovine [so jo vedno spravile] v slabo [voljo].    
Sprejemljivost slovenskih primerov (16) in (17), kakršni v angleščini ne bi bili mogoči, bi lahko pojasnili z bolj svobodnim deljenjem samostalniških zvez v slovenščini ali pa, še lažje, s praznimi samostalniki, ki v angleščini prav tako niso mogoči.